# Luigi de Magistris
Luigi de Magistris (ur. 20 czerwca 1967 w Neapolu) – włoski polityk, prokurator, od 2009 do 2011 poseł do Parlamentu Europejskiego, następnie burmistrz Neapolu (w kadencjach 2011–2016 i 2016–2021).

## Życiorys
W 1993 ukończył studia prawnicze, dwa lata później rozpoczął pracę jako prokurator. Był zatrudniony początkowo w Neapolu, następnie w Catanzaro. Prowadził zainicjowane przez Europejski Urząd ds. Zwalczania Nadużyć Finansowych śledztwo w sprawie afery „Poseidone”, dotyczącej defraudacji około 200 mln euro z funduszy Unii Europejskiej. Odsunięto go od tego postępowania w 2007 w związku z zarzutami publicznego ujawniania informacji poufnych, w tym nazwisk osób objętych śledztwem.
Luigi de Magistris przejął następnie postępowanie w sprawie „Why Not”, również dotyczącej nielegalnych operacji przy użyciu środków publicznych. Ujawnił, iż w śledztwie tym przewijało się nazwisko ministra sprawiedliwości Clemente Mastelli, który w reakcji na to wezwał do przeniesienia prokuratora do innej jednostki. W tym samym roku prowadził także sprawę „Toghe Lucane”, badając nieprawidłowości w administracji regionu Basilicata. Nadzorując głośne postępowania i będąc oskarżanym o stronniczość, stał się wkrótce osobą publiczną, zaczął udzielać licznych głośnych wywiadów dla gazet „La Repubblica”, „La Stampa”, „Corriere della Sera”, a także występować w programach telewizyjnych.
W 2009 zaangażował się w działalność polityczną, decydując się na start w wyborach europejskich z listy partii Włochy Wartości, kierowanej przez Antonio Di Pietro. W głosowaniu mandat uzyskał w czterech okręgach z drugim łącznym wynikiem w kraju. W PE VII kadencji przystąpił do grupy Porozumienia Liberałów i Demokratów na rzecz Europy oraz Komisji Kontroli Budżetowej. Mandat złożył w 2011 w związku z objęciem urzędu burmistrza Neapolu. W 2016 uzyskał reelekcję na drugą pięcioletnią kadencję. W 2021 bez powodzenia ubiegał się o stanowisko prezydenta Kalabrii.